# Садек, Мухаммед Ахмед
 Мухаммед Ахмед Садек  (араб.  محمد أحمد صادق ‎англ.  Mohammed Ahmed Sadek ; 14 октября 1917 года, Гиза, Султанат Египет — 25 марта 1991 года, Каир, Арабская Республика Египет) — египетский военный и политический деятель, военный министр Египта в 1971—1972 годах, генерал-полковник. Сын египетского паши, служивший в охране короля, Садек стал участником свержения монархии. Окончил Военную академию им. М. В. Фрунзе в Москве. Его карьера стала успешно развиваться после того, как он был назначен военным атташе в Бонне и сделал достоянием гласности военное сотрудничество между Израилем и ФРГ. Начальник военной разведки, затем начальник Генерального штаба, военный министр Египта, заместитель главы правительства, генерал Мухаммед Ахмед Садек стал одной из ключевых фигур египетской политики при президенте Анваре Садате. Он руководил подготовкой к новой войне с Израилем, конфликтовал с Советским Союзом по вопросам поставок оружия и советских военных баз, стал проводником высылки советских военных специалистов летом 1972 года. Конфликт с президентом Садатом по вопросам военного планирования привёл к громкой отставке Садека в октябре 1972 года, после чего генерал отошёл от политики и больше не играл никакой роли на политической арене Египта

## Биография

### На службе королю и республике

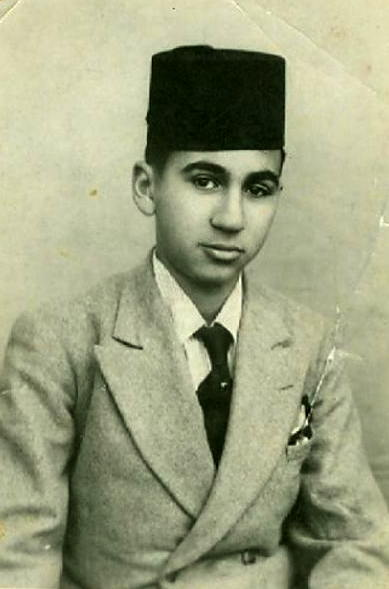
Мухаммед Ахмед Садек в юности

Мухаммед Ахмед Садек  родился в деревне Аль-Кютайя марказа Абу-Хаммад провинции Шаркия в семье генерала Ахмеда Садек-паши, в 1923—1948 годах служившего в охране королевского дворца при королях Фуаде I и Фаруке I и некоторое время командовавшего королевской гвардией. После окончания средней школы Садек поступил в Королевскую военную академию, которую окончил в апреле 1939 года, получив звание младшего лейтенанта.
Вместе с ним учились такие известные в будущем лидеры страны, как Абдель Хаким Амер, Камаль эд-Дин Хусейн, Салах Салем и Салах Наср.
Высокая должность его отца определила ход карьеры Садека — он был принят на службу в королевскую гвардию. В те годы его лояльность монархии не вызывала сомнений: в начале 1940-х годов он вступил в возглавлявшуюся любимцем короля полковником Юсуфом Рашадом «Железную гвардию», нелегальную организацию, члены которой поклялись защищать от Британии честь и права Фарука. В её рядах Садек впервые встретился с офицером связи Анваром Садатом, которому предстояло сыграть решающую роль в его судьбе.
Но через десять лет и Мухаммед Ахмед Садек и Анвар Садат, обещавшие отдать жизнь за короля, оказались в рядах заговорщиков, готовивших свержение монархии. После неудачной для Египта Первой арабо-израильской войны, в которой оба офицера приняли участие, Садек вернулся на службу в королевскую гвардию и служил в охране королевского дворца в Александрии. Он примкнул к возглавлявшемуся Гамалем Абдель Насером подпольному движению «Свободные офицеры». Впрочем, в дни Июльской революции 1952 года Садек на некоторое время оказался по другую сторону баррикад: он по приказу вывел своё подразделение на защиту королевского дворца от восставших войск, однако быстро перешёл на сторону Насера.
Этот инцидент не нарушил карьеры Садека, но и не ускорил её. Переведённый в армию королевский гвардеец командовал пехотной ротой во время Суэцкого кризиса 1956 года, а затем 3-м пехотным батальоном. Продвигаясь по службе Садек достиг должности командира мотопехотной бригады, а затем был отправлен в Москву на учёбу в Военную академию имени М. В. Фрунзе. Окончив командно-штабной факультет академии, он вернулся в Каир и начал преподавать в Египетской военной академии.

### Миссия в Бонне
В начале 1960-х годов египетское руководство было озабочено укреплявшимся сотрудничеством между Израилем и Федеративной Республикой Германии. В 1962 году фельдмаршал Абдель Хаким Амер предлоджил Насеру направить в Бонн в качестве нового военного атташе преподавателя Военной академии генерал-майора Мухаммеда Ахмеда Садека. Для самого Садека, не никогда не имевшего отношения к дипломатической работе, это назначение могло обернуться серьёзными проблемами, но он не отказывается от предложенного поста. Впрочем, Садек отправился не в Бонн, а на море, где долго занимался чтением книг по дипломатии, политике, экономике и истории Германии после 1945 года. Только в 1963 году генерал прибывает в Бонн, где быстро устанавливает контакты, как с немецкими военными, так и с местной египетской эмиграцией. Вскоре он получает доступ на заседания бундестага, и возможность ознакомиться с докладами его комитетов.
Летом того же года Садек ненадолго вылетел на отдых в Александрию, где с ним встретился командующий египетскими ВМС адмирал Сулейман Эззат, который попросил атташе найти в ФРГ специалиста по строительству миниатюрных подводных лодок и склонить того к работе в Египте. Вернувшись в Бонн, Садек продолжил налаживать контакты с западногерманскими политиками и военными, прежде всего с теми, которые не скрывали своей ненависти к евреям. Вскоре он познакомился с неким капитаном ВМС Эрхардом, который на частном ужине за бутылкой шнапса заявил о своей приверженности нацизму и Гитлеру и поведал египетскому генералу о секретной сделке по продаже Израилю немецкого оружия.

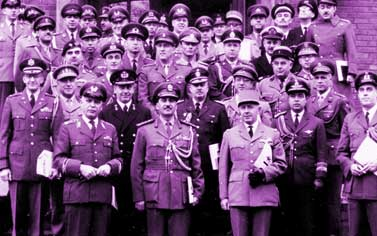
Военный атташе в ФРГ Мухаммед Ахмед Садек во время чествования его атташе других стран и западногерманскими военными

Эрхард мало что знал о поставках танков, автомобилей и артиллерийских орудий, но был хорошо осведомлён о заказах для ВМС Израиля и о строительстве для них подводных лодок в Ганновере. Информация была сенсационной, но Садек заверил Эрхарда в том, что для Каира эти сделки не секрет. Он попросил срочной аудиенции у начальника военной разведки бундесвера и ранним утром следующего дня информировал того, ссылаясь на несуществующее сообщение из Каира, что правительству Египта известно о продаже Израилю танков, орудий, автомобилей, военных катеров и подводных лодок. Затем генерал Садек встретился с министром обороны ФРГ Каем-Уве фон Хасселем и заявил тому, что президент Насер очень расстроен позицией ФРГ и требует разъяснений. Разразился дипломатический скандал. Уже вечером того же дня федеральный канцлер Людвиг Эрхард принял все возможные меры к тому, чтобы Египет не разорвал отношения с ФРГ: военные контракты с Израилем были аннулированы, а Каир получил компенсацию в 70 миллионов немецких марок. Президент Насер, Абдель Хаким Амер и министр иностранных дел Махмуд Риад узнали об этих событиях едва ли не последними, уже из доклада Садека.
Скандал с израильскими заказами не стал последним в период нахождения генерала Мухаммеда Ахмеда Садека на посту военного атташе в Бонне. Затем последовала история с побегом из тюрьмы и нелегальной переправкой в Каир осуждённого за преступления нацистского офицера и его семьи. То, что нацистский преступник теперь спокойно живёт в Египте, вскоре стало известно и немецкой разведке, и властям СССР, и средствам массовой информации. После того, как в Каир съехались более 70 журналистов из разных стран для освещения этого факта, немец сам согласился вернуться на родину и досидеть свой срок. Но сам Садек засчитал эту историю в актив своих побед, также как и проведённую им дискредитацию обосновавшегося в ФРГ руководителя «Братьев-мусульман» Саида Рамадана, и предотвращение им антиегипетской демонстрации студентов.
В 1965 году генерал-майор Мухаммед Ахмед Садек был отозван в Каир, где его ждало новое назначение. С собой он привёз для адмирала Эззата миниатюрную одноместную подводную лодку, подаренную ему дружески настроенными немецкими военными.

### От кафедры до Генерального штаба
Должность, которую Садек занял на родине, было трудно назвать большим повышением — он стал директором по обучению в Военной академии. Но фельдмаршал Абдель Хаким Амер не забыл успешную деятельность генерала в Бонне и выдвинул его на пост начальника военной разведки, когда обнаружилось проникновение «Братьев-мусульман» в армию. 11 июня 1966 года генерал Мухаммед Ахмед Садек возглавил военную разведку египетской армии. Его подчинённые не смогли распознать подготовку превентивного удара Армии обороны Израиля 5 июня 1967 года и не повлияли на ход Шестидневной войны, но Садек, один из немногих военачальников, не только удержался на своём посту, но и продолжил карьерный рост. Он три года возглавлял разведку и, как это ни странно, достиг более высоких постов благодаря очередному громкому провалу руководимой им спецслужбы.
Ночью на 9 сентября 1969 года израильтяне переправили с Синайского полуострова и высадили в районе Зафараны на берегу Красного моря трофейные египетские танки Т-55 (получившие в израильской армии обозначение «Tiran-5») и БТР-50, начав «Операцию Равив». Египетская разведка не заметила ни приготовлений противника, ни его переправы на континентальное побережье, ни десантирования танков и БТР. Египетская армия была застигнута врасплох, израильская колонна более 9 часов беспрепятственно уничтожала военные цели на вражеской территории, а затем переправилась обратно на Синай. Президент Насер вместе с военным министром Мохаммедом Фавзи и новым начальником Генерального штаба генерал-майором Ахмедом Исмаилом Али находился в этот момент на учениях танковой дивизии. Узнав об израильском рейде, он приказал Исмаилу Али немедленно ехать в Зафарану для организации отпора, однако тот направился в Каир, заявив, что оттуда сможет более эффективно управлять войсками. Насер пришёл в бешенство. Той же ночью президента настиг очередной инфаркт, и он на полгода оказался прикованным к постели. Немного придя в себя через десять дней Насер, прежде всего отправил в отставку генерала Исмаила Али, командующего ВМС генерал-майора Фуада Абу Зикри, командующего Красноморским военным округом и других высокопоставленных офицеров. Начальника военной разведки среди них не оказалось.
20 сентября 1969 года генерал-майор Мухаммед Ахмед Садек был назначен новым начальником Генерального штаба египетской армии одновременно с новым командующим ВМС полковником Махмудом Фахми Абдул Рахманом.

### Насера сменяет Садат
С назначением на пост начальника Генерального штаба генерал Садек стал фигурой не только национального, но и общеарабского масштаба, как генеральный секретарь по военным вопросам Лиги арабских государств. В 1970 году он получил звание генерал-лейтенанта, однако негласный конфликт с группой маршала авиации Али Сабри поставил под угрозу все карьерные достижения Садека.
Военный министр Мохаммед Фавзи поддерживал нормальные отношения с новым начальником Генштаба. Два генерала быстро распределили роли: министр занимался непосредственным взаимодействием с советским контингентом в Египте, в Садек разрабатывал запросы на всё новую и новую военную помощь из СССР. Но после того, как в апреле 1970 года Насер назначил Али Сабри помощником президента по вопросам военно-воздушных сил и противовоздушной обороны, позиции Садека заметно ослабли. После смерти Насера в 1970 году ставший вице-президентом Сабри вообще был намерен устранить Мухаммеда Садека, который плохо скрывал своё презрение к многим членам команды Насера и считался противником сотрудничества с СССР. В марте 1971 года группа Сабри опубликовала статью с плохо скрытой критикой генерала, судьба которого теперь повисла на волоске. Это в основном и предопределило выбор начальника Генштаба в конфликте между президентом Анваром Садатом, который считался тогда временной фигурой, и членами группы Али Сабри, считавшими себя наследниками Насера.
Единственная проблема заключалась в том, что Садек также поддерживал хорошие отношения с военным министром Фавзи и его креатурой. Он занял до поры нейтральную позицию, мотивируя это тем, что в условиях войны с Израилем не может содействовать перевороту и борьбе за власть. Но надежды Садека на то, что политики разберутся между собой без участия армии, не оправдались. В дни Майской исправительной революции генерал встал на сторону своего бывшего соратника по монархической «Железной гвардии» Анвара Садата. Он блокировал все усилия Мохаммеда Фавзи и фактически переподчинил себе египетскую армию. Но 15 мая 1971 года, когда всё было кончено, Мухаммед Ахмед Садек всё же направил Садату официальное обращение, в котором указал, что он и его офицеры сорвали якобы планировавшийся «переворот Сабри» не столько по приказу президента, сколько руководствуясь своей совестью и чувством ответственности.

### Военный министр
В разгар событий, около 16.00 14 мая генерал Садек был назначен Садатом новым министром обороны и военной промышленности Египта и в 2 часа ночи 15 мая 1971 года принёс присягу с министрами нового кабинета. Вскоре ему было присвоено звание генерал-полковника.
Уже 7-8 июня 1971 года он сопровождал Садата во время посещения президентом частей 2-й полевой армии, а в июле под его руководством началась разработка плана войны с Израилем под названием «Гранит-2». Садек сопровождал президента Садата во время его визита в Москву в октябре 1971 года. Тогда египетские руководители требовали от СССР поставок новейших истребителей МиГ-23, истребителей-бомбардировщиков Су-20 и других современных вооружений. Переговоры шли трудно, и проблема военной помощи долгие месяцы оставалась в центре советско-египетских отношений. Близкий к правительственным кругам египетский журналист Мухаммед Хасанейн Хейкал позднее писал: 
Египетские требования всякий раз менялись в зависимости от того, как изменялся план штурма, находящийся в постоянной ревизии, а иногда эти требования были чрезмерными… Египетское планирование усложнялось сочетанием отчаяния с надеждой… Было также опасение с советской стороны, что Египет может бросится в одну из глупых военных авантюр в попытке оправдать лозунг «решающего года» .
Отношения между странами заметно ухудшались. В Египте считают, что именно генерал Садек стал инициатором инцидента в каирском аэропорту 8 мая 1972 года. В этот день египетские власти обыскали перед вылетом 71 советского специалиста и их жён, и изъяли у них золотые украшения, что послужило началом конфликта вокруг советского военного контингента в Египте (египтяне до сих пор уверены, что советские офицеры скупали и вывозили золото из страны). Садек отклонил план создания военно-морской базы СССР в Мерса-Матрухе, хотя Садат был склонен на это согласится, и не поддержал финансирования закупок советской бронетехники для Ливии в рамках Федерации Арабских Республик.

### Союзник и противник Советского Союза
По каким-то причинам Анвар Садат не брал Садека с собой во время своих поездок в СССР в феврале и апреле 1972 года, но в начале июня отправил его с миссией в Советский Союз. Незадолго до этого, в конце мая 1972 года Садек принимал в Каире Министра обороны СССР, Маршала Советского Союза А. А. Гречко, а уже 8 июня был принят в Москве Л. И. Брежневым, который беседовал с ним около четырёх часов.
15 июня 1972 года Садек представил президенту Садату подробный доклад об этих переговорах. Советский Союз уклонялся от выполнения всех требований египетской стороны и президент уже не скрывал своего гнева. Он собрал совещание военного командования и поставил задачу в течение нескольких месяцев подготовиться к «ограниченной войне» с Израилем на основе плана «Гранит-3», предусматривавшего наступательные операции на Синае с выходом к государственной границе 1967 года. Садек заявил Садату, что нескольких месяцев для этого будет недостаточно, но он, несмотря ни на что, постарается выполнить задачу. Идея «ограниченной войны» и компромиссная позиция президента вызвала недовольство в египетской армии, но несговорчивость советских лидеров раздражала военных и политиков ещё сильнее. Садек всё больше конфликтовал с советским командованием.
Уже 29 июня резидент КГБ СССР в Каире генерал В. А. Кирпиченко направил в Москву информацию о том, что в ближайшее время последуют новые демарши против советского военного присутствия. Через неделю, 6 июля в Каире было принято принципиальное решение об отказе от советских военных советников, а 8 июля Анвар Садат заявил советскому послу В. М. Виноградову о прекращении миссии экспедиционных сил Советской армии в Египте.
Ухудшение отношений между президентом и его военным министром теперь стало очевидным: Садат не счёл нужным информировать своего бывшего соратника, и советский посол узнал об этом важном решении первым. Мухаммед Ахмед Садек не был сторонником сотрудничества с СССР, но он неохотно одобрил этот шаг Садата, зная, что неожиданный уход советских специалистов создаст брешь в противовоздушной обороне страны. Утверждают, что он постарался смягчить советско-египетский конфликт: эвакуация советских войск проходила в крайне сжатые сроки, однако египетская сторона всё же успела вручить советским офицерам египетские награды. В СССР акция египетских союзников вызвала и негодование и облегчение. В. А. Кирпиченко так резюмировал эти настроения: «уход нашего военного контингента из Египта гарантировал нас от возможной военной конфронтации с Западом, избавлял от неминуемых человеческих жертв и полностью снимал с нас ответственность за возможные авантюры Садата».

### Проблема военного планирования
Теперь переговоры с СССР были возложены на нового премьер-министра Азиза Сидки, который в июле и в октябре 1972 года решал в Москве все вопросы сотрудничества, а генерал Садек сосредоточился на подготовке к решающей войне с Израилем. Но и здесь имелись серьёзные разногласия между президентом и военным министром. Садек считал, что следует готовиться к широкомасштабной тотальной войне, тем временем как Садат уже в июне 1972 года сообщил премьер-министру Иордании Зейду ар-Рифаи, что собирается достичь успеха  «с помощью ограниченной акции, нацеленной на захват небольшого плацдарма на восточном берегу канала». «После этого я могу сесть за стол переговоров»  — пояснил египетский президент. Зейд ар-Рифаи сразу же отметил, что ограниченная акция «может стоить огромных потерь, уничтожения цвета египетской армии». Не поддержал эту идею и Садек, ориентировавшийся на планы «Гранит», «Гранит-2», «Гранит-3» и др., разработка которых началась ещё при Насере. Все эти планы предусматривали широкомасштабный разгром израильской армии.
Мухаммед Хасанейн Хейкал писал о расхождениях между президентом и министром: 
Они имели фундаментальные разногласия по поводу того, как должна вестись битва. Генерал Садек, всё ещё тесно связанный с планами «Гранит» не был уверен в возможности ведения ограниченной войны, в то время,  как президент считал, что она принесёт большие политические дивиденды.
.

### Отставка
В октябре 1972 года вернувшийся из Москвы Азиз Сидки выступил в Народном собрании АРЕ и в ЦК Арабского социалистического союза и заявил, что СССР продолжит военную помощь Египту. В четверг 24 октября 1972 года в резиденции Анвара Садата в Гизе было собрано совещание Высшего совета Вооружённых сил, в котором приняли участие генерал-полковник Мухаммед Ахмед Садек и ещё 15 высших египетских военачальников. Президент прямо выступил за ограниченную войну, заявив, что освобождение от израильтян хотя бы 10 миллиметров территории восточного берега Суэцкого канала даст ему необходимые дипломатические преимущества и решение проблемы оккупированных территорий сдвинется с мёртвой точки без больших потерь. Садат предложил концепцию плана по форсированию канала и созданию на его восточном берегу плацдарма глубиной до 10 километров.
Но Садек и большинство генералов скептически относились к этой идее Садата, и не верили, что войну, если она начнётся, удастся удержать в каких-то рамках. Садек, хорошо помнивший итоги израильского рейда на Зафарану, изложил свои возражения в виде семи пунктов. Он утверждал, что укреплённая «линия Барлева» лишком ограничивает оперативные возможности египетских войск при их высадке на восточный берег, что десанты вряд ли смогут продержаться до прибытия основных танковых и мотопехотных сил, что мосты через канал станут удобными мишенями для вражеской авиации, а прикрыть их с воздуха будет проблематично. Садек делал вывод, что противник, используя свои преимущества, сможет создать перед наступающими войсками мощную оборонительную линию, прорвать не сложившуюся оборону египтян, выйти на западный берег канала и блокировать группировку на Синае.
Но это обоснованное мнение генерала Садат не собирался принимать во внимание. 26 октября 1972 года секретарь президента посетил Мухаммеда Ахмеда Садека в его доме в столичном районе Замалик и передал ему послание Садата, в котором тот принимал отставку Садека со всех постов. Это стало неожиданностью для самого генерала, так как он сам в отставку не подавал. Новым военным министром был назначен начальник военной разведки Ахмед Хасан Али, с позором изгнанный Насером из кресла начальника Генштаба в 1969 году (считанные дни назад он сопровождал премьер-министра Сидки во время визита в Москву). На следующий день, в пятницу 27 октября, изгнанный тогда же Насером коммодор Фуад Абу Зекри вернулся на пост командующего ВМС, сменив Фахми Абдул Рахмана. 30 октября газета «Аль-Анвар» в Бейруте сообщила, что в воскресенье 29 октября Садек был подвернут домашнему аресту.
Новость о падении генерала Садека стала неожиданной и в самом Египте и за его пределами. Израильская пресса расценила его как один из этапов борьбы между просоветской и прозападной группировками в египетском руководстве. Пресса писала и о чистке армии от антисоветских элементов, и, наоборот, о «белом перевороте» Садата, и о том, что Садат повысил в звании около 100 офицеров. Хорошо осведомлённый о событиях в руководстве Египта журналист Исхан Абдель Куддус из каирской газеты «Аль-Ахбар» иронизировал над слухами о том, что Садек был отправлен в отставку под давлением Советского Союза. В самом СССР смещение Садека официально рассматривали как меру по стабилизации положения в Египте. Утверждалось, что вокруг министра «группировались откровенные реакционеры и противники существующего режима; правые круги в Египте и а его пределами пытались сделать из М. А. Садека „сильную личность“, всячески противопоставляя его Садату, подталкивали египетское руководство к свёртыванию советско-египетских отношений, в т.ч и в военной области».

### В стороне от политики
После того, как генерал Садек стал частным лицом, военные стали разрабатывать военные планы уже опираясь на мнение президента Садата. Вместо плана серии «Гранит» был разработан план операции «Бадр», который и был реализован через год после вынужденного ухода военного министра. В дни Октябрьской войны 1973 года отставной генерал вновь предложил стране свои услуги, просил использовать его на фронте в любом качестве и, как рассказывал сын Садека, умолял передать Анвару Садату, чтобы тот опасался прорыва израильтян на западный берег канала, и помнил о рейде на Зафарану. Все эти усилия остались без внимания президента, хотя Садек оказался точен в некоторых своих прогнозах: израильтяне действительно переправились через канал и окружили египетскую группировку на Синае.
В 1975 году Садека посетил Е. М. Примаков, который жил с генералом в одном доме ещё в те годы, когда работал в Каире корреспондентом газеты «Правда». Во время их беседы Садек объяснял свою отставку и изменения в египетском военном планировании внешними причинами и политиканством Садата. Он был убеждён, что тот получил из-за рубежа какие-то гарантии того, что начатой Египтом войне не дадут перейти в тотальную фазу.
В ноябре 1984 года Садек последний раз прервал молчание и опубликовал статью, в которой писал, что в 1972 году баланс сил был в пользу Израиля, а Египет зависел от политической позиции Москвы, которая не хотела новой войны между арабами и Израилем. В этих условиях, повторял Садек, реализация садатовской концепции ограниченной войны могла обернуться только катастрофой.
 Мухаммед Ахмед Садек  скончался 25 марта 1991 года в Каире

## Семья
Мухаммед Ахмед Садек был женат, имел двоих сыновей.